# Odinokaya Nunatak
Odinokaya Nunatak är en nunatak i Antarktis. Den ligger i Östantarktis. Norge gör anspråk på området. Toppen på Odinokaya Nunatak är 1 293 meter över havet.
Terrängen runt Odinokaya Nunatak är lite kuperad, och sluttar norrut. Trakten är obefolkad. Det finns inga samhällen i närheten.